# Sociální nerovnost
Sociální nerovnost označuje stav ve společnosti, kdy jednotlivci a skupiny nemají stejný podíl na hmotném bohatství a rozhodování. Zkoumáním sociální nerovnosti se zabývá sociální stratifikace, a to zejména z pohledu sociálně ekonomického.
Pojem nabývá smyslu teprve tehdy, když je sociální nerovnost považována za sociální problém. Sociální nerovnost byla do určité míry historicky přítomná ve všech kulturách světa, jako problematická pak začala být vnímána s nástupem moderní společnosti, kdy také začala vznikat hnutí za sociální rovnost. Sociální nerovnost může být chápana v mnoha rovinách jako nerovné rozdělení práv a povinností na základě osobní nebo kolektivní identity jedince, jakou může být třída, etnicita nebo pohlaví a gender (gender pay gap).
V tradiční společnosti byl základním vzorcem nerovnosti: moc – majetek – vyšší moc. V dnešní moderní společnosti se vzorec lehce pozměnil, a to díky nutnosti veřejné moci brát ohled na nižší společenské třídy, dnes vzorec zní takto: majetek – moc – větší majetek.

## Příčiny sociálních nerovností
Mezi nejčastější příčiny sociální nerovnosti patří:
- osobní dispozice (nejvyšší dosažené vzdělání, zdravotní stav jednotlivce, profese)
- přístup k moci
- společenské poměry (předsudky, stereotypy, diskriminace)
- podíl na statcích a službách (majetek získaný a zděděný)
- státní regulace (např. v totalitních režimech jsou zvýhodňováni členové vládnoucí strany a jejich rodinní příslušníci).[4]

V závislosti na příčinách se může sociální nerovnost zmenšit, vytratit nebo naopak může dojít ke vzniku nové nerovnosti.

## Teorie o sociální nerovnosti

### Sociálně ekonomická a sociálně kulturní nerovnost
Rozlišujeme dva druhy sociální nerovnosti:
1. sociálně ekonomická nerovnost
2. sociálně kulturní nerovnost

Sociálně ekonomická nerovnost má již podle názvu své počátky v ekonomice, respektive ve výrobě a směňování zboží a služeb. Nerovnost vznikla spolu s postupnou dělbou práce ve společnosti. V  moderní společnosti je sociálně ekonomická nerovnost spojená se zaměstnáním a jeho sociálním statusem.
Sociálně kulturní nerovnost je zakořeněna v kultuře dané společnosti, kdy jsou určité skupiny hodnoceny podle symbolů. Příkladem mohou být genderové nerovnosti, nerovnosti mezi rasami, národy nebo i mezi starší a mladší generací.
Dříve byly tyto dva typy nerovností zkoumány především jednotlivě a vždy byl jeden brán jako neměnný fakt. Dnes se je autoři snaží zkoumat zároveň, jedná se totiž o „nerovnosti, které jsou sociálně konstruovány a reprodukovány, a proto by také měly být především z tohoto hlediska zkoumány“.

### Strukturální a interpretivní teorie sociálních procesů
Existuje několik teorií, na kterých se zakládají lidské vztahy. Podle autorů Haralambase a Holborna rozlišuje dva základní směry:
1. strukturální teorie sociálních procesů
2. interpretativní teorie sociálního jednání.

Strukturální teorie sociálních procesů někdy nazývaná jako objektivistické paradigma, se zabývá společností jako celkem. Teorie se zabývají institucionálním řádem, tj. jaké je uspořádání institucí a jaký mají vliv na jednání lidí. Zaměřuje se na sociální strukturu společnosti a základní procesy, které jsou důsledkem vzájemného působení lidí. Tyto procesy jsou pak vnímány individui jako něco objektivního, co ovládá jejich chování i jednání a musí se tomu přizpůsobit.
Interpretativní teorie sociálních procesů se zajímají o to, jak se instituce vyvíjejí (vznik, změny, zánik) v určitých interakcí mezi lidmi.  Dále se zabývají smyslem, který jedinci přičítají svému jednání nebo jednání druhých.  Momenty ve kterých se tyto situace odehrávají nejsou objektivní (nezávislé na vědomí jedinců). Záleží na tom, jaký smysl konkrétním situacím lidé přiřknou.

### Konsensuální a konfliktualistická teorie
Většina teorií vychází z prvního paradigmatu (objektivního), kde dále můžeme rozlišit dvě teorie, které stoji na odlišných modelech společnosti:
1. konsensuální teorie
2. konfliktualistická teorie

Konsensuální teorie považují sociální nerovnost jako důsledek „tiché dohody“. Berou sociální nerovnost jak všeobecnou shodu všech členů dané společnosti. Lidí musí spolupracovat, aby přežili a tak si musí práci efektivně rozdělit. Tím dochází k dělbě práce a následnému nerovnému rozdělení společnosti. Tyto teorie tvrdí, že je sociální nerovnost výhodná pro všechny členy společnosti.
Druhá teorie – konfliktualistická vychází z názoru, že sociální nerovnost je důsledkem neustálého zápasu mezi lidmi. Poražení získávají nižší sociální status než vítězové. Tyto boje jsou permanentní. Vítězové se neustále snaží o získání výhod nad poraženými. Výsledné uspořádání vyhovuje jen určité skupině společnosti a druhé méně.
Dnes se autoři nepřiklánějí výrazně pouze k jednomu směru, ale snaží se o komplexnější pohled skrze obě teoretická východiska. Podle autorky J. Šanderové záleží především na tom, jestli v oné společnosti převládá konsensu nebo konflikt.

## Nerovnost v globálním světě
Globální ekonomika je v současné době značně problematická. Nizozemsko-americká socioložka Saskia Sassenová poukazuje na to, že juxtapozice obchodních a chudinských čtvrtí je vzájemně propojený jev. „Růstové sektory“ nové ekonomiky (např. marketing, vysoká technologie či finanční služby) mají daleko vyšší zisky než tradiční ekonomické sektory. Platy nejbohatších obyvatel stále rostou a mzdy střední a nižší vrstvy neustále klesají. Saskie Sassenová poukazuje na to, že v globálním světě dochází k „valorizaci“ práce z popředí nové globální ekonomiky a „devalorizaci“ práce, která se odehrává v pozadí. Na řadu stránek sociálního světa (od pracovního trhu až po bydlení) má velikost nepoměru v současném ekonomickém světě negativní dopad. Proces gentrifikace vytváří širokou nabídku nízkopříjmových pracovních pozic a také mizí řada tradičních zaměstnání v průmyslu.
Giddens definuje pojem sociální stratifikace jako „strukturovanou nerovnost mezi různými skupinami lidí‘‘ a rozlišuje 4 základní typy: otroctví a otrokářství, kasty, stavy a třídy. Zároveň je podle něho ekonomická nerovnost rysem, který nastává bez výjimky ve všech společenstvích, kde je generováno bohatství. Primárně se projevuje jako třídní rozdíly, jež však nejsou nesmazatelné díky značné sociální mobilitě obyvatelstva. Majetková nerovnost, která je průvodním jevem rozdílů mezi třídami, je umocňována, pokud je distribuce bohatství ponechána jen na neregulované aktivitě trhu.

## Genderové nerovnosti
Genderová nerovnost je významnou formu sociální stratifikace, kdy je gender důležitým faktorem ovlivňující typy příležitostí, životních možností jednotlivců nebo celých skupin. Dále ovlivňuje sociální role, které zaujímají jedinci ve společnosti (doma i veřejném prostoru). Neexistují žádné doklady o tom, že by v nějaké kultuře měly ženy větší moc než jejich mužští protějšci. Role mužů a žen nejsou však v jednotlivých kulturách stejné. Role mužů jsou obecně častěji lépe ohodnocovány a ceněny než ženské role. Skoro v každé kultuře zaujímá žena roli pečovatelky o domácnost a děti, zatímco se muž stará o to, aby zajistil rodinu. Tato dělba „práce“ zapříčinila nerovné postavení mužů a žen ve společnosti. Postupně došlo ke změnám postavení, kdy se ženy začaly dostávat i k tradičně mužským rolím, přesto je genderová nerovnost stále jedna ze základních sociálních nerovností.
Existují různé teorie, které vysvětlují povahu genderové nerovnosti:
- funkcionalistické
- feministické (liberální, socialistické, radikální, postmoderní, černošské).[9]

### Funkcionalistický přístup
Podle funkcionalistických teorií genderová nerovnost přispívá k sociální stabilitě a integraci. Tento názor byl na začátku podporován, ale později přišla kritika, podle které tyto přístupy podporují starý konzervativní přístup společnosti. Teorie vycházejí z toho, že dělba práce mezi muži a ženami je důsledkem biologický předpokladů. Obě pohlaví dělají činnosti, ke kterým mají biologické předpoklady. Sociolog George Murdock (1949) na základě studování 200 různých společností dospěl k tomu, že ona dělba práce se nachází ve všech kulturách. Uvádí, že jde o nejlogičtější základ pro organizování společnosti, i kdyby nerovnost neměla počátek v biologii člověka.
Genderové nerovnosti se věnoval i Talcott Parsons. Zabýval se především rolí rodiny v industriální společnosti a nejvíce socializací dětí. Podle něj rodina funguje nejlépe, když je jasně a pevně rozdělena „práce“ podle pohlaví. Ženy by měly zastupovat expresivní role – péče o dítě, domácnost, citová podpora dítěte, ale i manžela. Muži by měli naopak zastávat instrumentální role – zabezpečení rodiny (vydělávání peněz na živobytí). Rozdělení vychází z biologických rozdílů obou pohlaví.
Dalším významným teoretikem byl psycholog John Bowlby. Podle něj je pro dobrou socializaci dějí důležitá role matky. Absence matky může stát za špatnou socializací dítěte ve společnosti, což zapříčiní tzv. mateřskou deprivaci, které má na svědomí další problémy, jak psychického, tak i sociálního rázu. Roli matky má podle Bowlbyho zastávat žena. Později je tato teorie použita jako argument, že pracující ženy zanedbávají své děti. Přístup byl kritizován ze strany feministických teorií, které tvrdí, že úkoly nejsou přidělovány přirozeně. S dalšími výzkumy je pojem mateřská deprivace více rozporován.

### Feministické přístupy
Různé feministické teorie hledají vysvětlení genderové nerovnosti v různých sociálních procesech (sexismus, patriarchát, kapitalismus). Rozlišujeme tři hlavní proudy feminismu:
- liberální
- socialistický (někdy marxistický)
- radikální

Novější teorie pak navíc:
- černošský feminismus
- postmoderní feminismus

#### Liberální feminismus
Liberální feminismus se snaží najít vysvětlení nerovnosti v sociálních a kulturních postojích. Podřízenost žen není brána liberálním přístupem jako součást strukturálního systému. Přístup se zabývá různými faktory, které přispívají k této nerovnosti: sexismem, diskriminací žen na pracovišti, ve vzdělávacích institucích nebo v médiích. Snaží se dosáhnout rovných příležitosti pro ženy prostřednictvím zákonů a demokratických opatření, a to prosazováním reforem a zaváděním ženských práv. Je kritizován za neschopnost vypořádat se základními příčinami genderové nerovnosti, protože si podle kritiků neuvědomuje systematičnost útlaku žen. Jedním z prvotních přispěvatelů této teorie byl filozof John Stuart Mill, který napsal esej Poddanství žen (1869), kde žádal politickou i právní rovnost pohlaví a stejné volební právo.

#### Socialistický feminismus
Někdy označován jako marxistický, jelikož vychází z Marxovy teorie konfliktu. Problematikou genderové nerovnosti se však více zabýval Friedrich Engels. Socialistický feminismus chce porazit patriarchát i kapitalismus. Engels tvrdil, že patriarchát má původ v soukromím vlastnictví a pro to je třeba zničit oba dva systémy. Podle něj za závislosti žen na mužském protějšku stojí materiální a ekonomické faktory. Patriarchát je kapitalismem podporován, jelikož se majetek kumuluje v rukou malé skupiny mužů. Aby kapitalismus uspěl, definuje lidi jako spotřebitele a snaží se je přesvědčit, že dané výrobky neustále potřebují. „Podle Engelse kapitalismus vykořisťuje muže tím, že jim platí nízké mzdy a ženám žádné mzdy.“ Kapitalismus také spoléhá na to, že ženy nedostanou za domácí práce zaplaceno. Zastánci tohoto proudu tvrdili, že cíle liberálního feminismus jsou nedostačující. Chtěli přestavbu struktury v rodině, konec „domácího otroctví“, kolektivní formu výchovy i péče o domácnost. Toho lze dosáhnout podle zastánců pouze socialistickou revolucí.

#### Radikální feminismus
Je zastáncem přístupu podle kterého za vykořisťováním žen stojí muži, kteří z toho čerpají patřičné výhody. Teorie staví na patriarchátu, který je prostředkem k systematickému ovládání žen mužským pohlavím. Rodina je brána jako primární zdroj útlaku, kdy ženy nedostávají za domácí práce žádnou mzdu. Muži také brání ženám v přístupu k mocenským pozicím a tím pádem i vlivu ve společnosti. Většina radikálních proudů našla konsensu v tom, že si muži přivlastňují ženskou sexualitu a jejich těla.
Spisovatelka Shulamith Firestone tvrdila, že muži mají pod kontrolou ženské role při reprodukci (rozmnožování se) a výchově potomků. Jiné teorie viděli ústřední příčinu systematického útlaku v násilí na ženách (znásilnění, domácí násilí atd.). K nerovnostem mezi muži a ženami přispívají běžné životní situace: jako je neverbální komunikace nebo potřeba podpory žen na veřejnosti. Muži údajně vytvářejí obraz pojetí krásy, sexuality a celkově feminity a ten předkládají ženám, které se mu učí. Podle této teorie se jedná např. o sociální a kulturní normy, jako je štíhlý pas nebo starost o muže. Média tomu nenapomáhají, jelikož je žena zobrazována jako sexuální objekt.
Kritika radikálního feminismus říká, že patriarchát jako univerzální jev, je nedostatečné vysvětlení pro útlak ženského pohlaví. Ignoruje vliv příslušnosti k určité rase, třídě, etnicitě nebo historii a kultuře. Podle kritiků nejde patriarchát vnímat jako univerzální jev, zapříčinilo by to, že složitost genderové nerovnosti by byla pouze v rozlišování na muže a ženy.

#### Černošský feminismus
Tento směr kritizoval ostatní feministické přístupy za to, že dbali jen na nerovnosti mezi bělošskou populací mužů a žen ve středních vrstvách. Někdy také nazýván jako černý feminismus, se soustředí na specifické problémy žen černé pleti. Zástupci kladou důraz na historické situace, které mají i dnes začnou hodnotu, a to především na ovlivnění genderové nerovnosti v černošské komunitě otroctvím, segregací a hnutím za občanská práva. Uvádí, že ženy černošky byly diskriminována, jak na díky své barvě pleti, tak i genderu. Útlak žen probíhá v jiných oblastech než útlak žen bílé pleti. Zastánci tvrdí, že feministické teorie nemohou správě vysvětlit útlak černošských žen, pokud nevezmou v potaz i rasu.

#### Postmoderní feminismus
Zpochybňuje myšlenku jednotného základu identity a univerzální, esencialistické zkušenosti společné pro všechny ženy. Čerpá z postmodernismu (umění, architektura, ekonomie atd.). Odmítá předchozí velké teorie, který by vysvětlily postavení žen ve společnosti. Zastánci odmítají také univerzální, esencialistické chápání kategorie „žena“ (i pojmy patriarchát, třídy apod.). Teorie uznává jen jedince a skupiny s různými zkušenostmi, kdy jinakost má být respektována a zachována. Klade velký důraz na rozdílnost, která je chápaná v pozitivní smyslu a usiluje o její uznání. Znamená to diverzitu, rozmanitost a otevřenost. Společnost dle postmoderní feministické teorie vnímá maskulinitu jako normu a feminitu jako odchylku od normy, což podle nich není správné.

### Ženská hnutí
Ženská hnutí existují napříč celým světem a kritizují genderové nerovnosti.  Komise OSN pro postavení žen (United Nation’s Conference on Women) sloužící jako hlavní fórum pro navazování kontaktů feministických hnutí napříč celým světem. Od roku 1975 byly uspořádány Komisí OSN pro postavení žen již 4 světové konference o ženách. Poslední se konal v roce 1995 v Pekingu, kde se akční platforma dohodla, že se bude zabývat v následujících letech těmito body:
- trvalý a zvětšující se dopad chudoby na ženy;
- nerovný přístup ke vzdělání;
- nedostačující zdravotní péče a nerovný přístup ke zdravotní péči;
- násilí na ženách;
- dopad válečných konfliktů na ženy;
- nerovnoprávnost žen v hospodářských strukturách a v práci;
- nerovnoprávnost v podílu na moci a na rozhodování;
- nedostatek mechanismů k posílení postavení žen;
- nedostatečné povědomí o uznávaných ženských právech a připravenosti je hájit;
- malé zapojení médií při zdůrazňování přínosu žen pro společnost;
- nedostatek uznání podílu žen na ochraně životního prostředí.

Ženy jsou v pracovním procesu odstrkovány do ústraní. Hlavní mužskou představou o ženách je už po staletích myšlenka, že pro ženy je zaměstnání až druhořadé a prvotní je pro ženy touha mít děti. V 80. letech 20. století proběhla ve Velké Británii studie, dle které byly zkoumány názory komise vedoucí pohovory s uchazečkami o místo technického personálu ve zdravotních službách. Komise se uchazeček vždy ptala na to, jestli mají či v blízké budoucnosti plánují mít děti a dle odpovědi byly ženy následně z přijímacího procesu diskriminovány. Od roku 2004 existuje v Evropské unii směrnice zakazující „diskriminaci na základě těhotenství či mateřství”.
Nerovnost mužů a žen zasahuje ve velkém množství do oblastí sociálního života, například do pracovních příležitostí, majetkového vlastnictví, příjmů a další.
V této době postavení žen ve společnosti zásadně ovlivňuje postavení jejich otce nebo manžela. Hmotná situace žen není odvozena od jejich zaměstnání, nýbrž od zaměstnání mužského člena rodiny.
Mimo jiné jsou i průměrné platy žen daleko horší jak mužů. Dle průzkumu Eurostatu z roku 2004 tvořil gender pay gap v zemích EU až 15 %.

## Sociální nerovnosti ve vzdělání
Podle rozšířeného přesvědčení je úspěch ve studiu podmíněn genetickými predispozicemi. Naproti tomu významný francouzský sociolog Émile Durkheim tvrdil, že genetické předpoklady zastávají jen velmi malou roli ve vzdělávacím procesu jedince a o výsledném zařazení jedince rozhoduje jeho sociální prostředí. V současné době je skutečné dědičné IQ jednotlivce velice těžko měřitelné, protože hned po narození jej začnou ovlivňovat kulturní a sociální aspekty.
Sociolog Basil Bernstein zastával postoj, že děti z rozličných sociálních vrstev jsou předurčeny k úspěchu ve škole podle takzvaných jazykových kódů, což jsou formy řeči, kterou s nimi rodiče komunikují. Děti z nižších vrstev se omezují na tzv. „omezené kódy‘‘, operující na systému přímých trestů a odměn bez vysvětlení principiálních příčin a následků chování. Tyto kódy jsou vhodné pro sdělování praktických zkušeností, ale nehodí se k popisu abstraktních pojmů či procesů. Naopak děti ze středních a vyšších vrstev používají tzv. „rozvinuté kódy‘‘. Ty nejsou vázány tolik na specifický kontext, ale spíše na zobecňování a abstrakci. Tyto kódy se později lépe shodují s akademickými požadavky školy, což dává dětem z vyšších tříd značnou výhodu při studiu a tudíž následně většinou dosahují lepších výsledků.

## Nerovnost příjmů

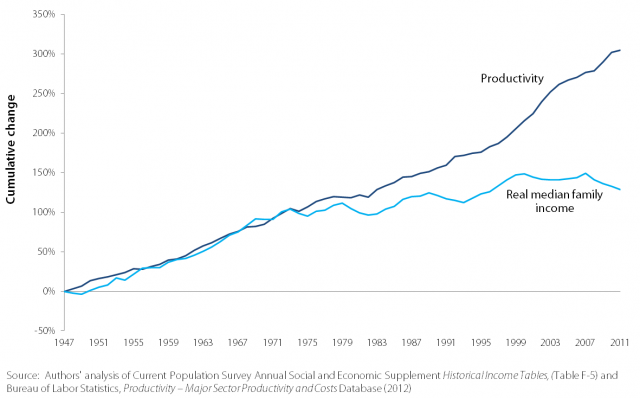
V USA roste produktivita rychleji než příjmy domácností, což indikuje rostoucí nerovnost

Karl Marx se ve své knize Kapitál mimo jiné zabýval i nerovností příjmů. Domníval se, že vývoj průmyslového kapitalismu bude v budoucnosti způsobovat větší rozdíly mezi bohatými a chudými, v čemž měl pravdu. Avšak jeho chybnou úvahou byla domněnka, že příjmy se nebudou zvyšovat nad úroveň, která je potřebná, ale bohatství bude drženo v rukou vlastního kapitálu. V nynější době se reálné mzdy stále zvyšují hlavně díky produktivitě práce a vývoji technologií, i přesto se však rozdíly mezi bohatými a chudými stále zvětšují. Ačkoliv ve světě je situace nerovnosti příjmů velkým problémem, Česká republika se dle průzkumu společnosti OECD drží na nejnižší příčkách v rozdílech mezi výšemi příjmů.
Nerovnost rozdělení příjmů ve společnosti se často vyjadřuje Giniho koeficientem příjmové nerovnosti. Vysoká nerovnost znamená, že se velká část souhrnu příjmů, a typicky i majetku, koncentruje pouze u malé části bohatších vrstev.

## Regionální nerovnost

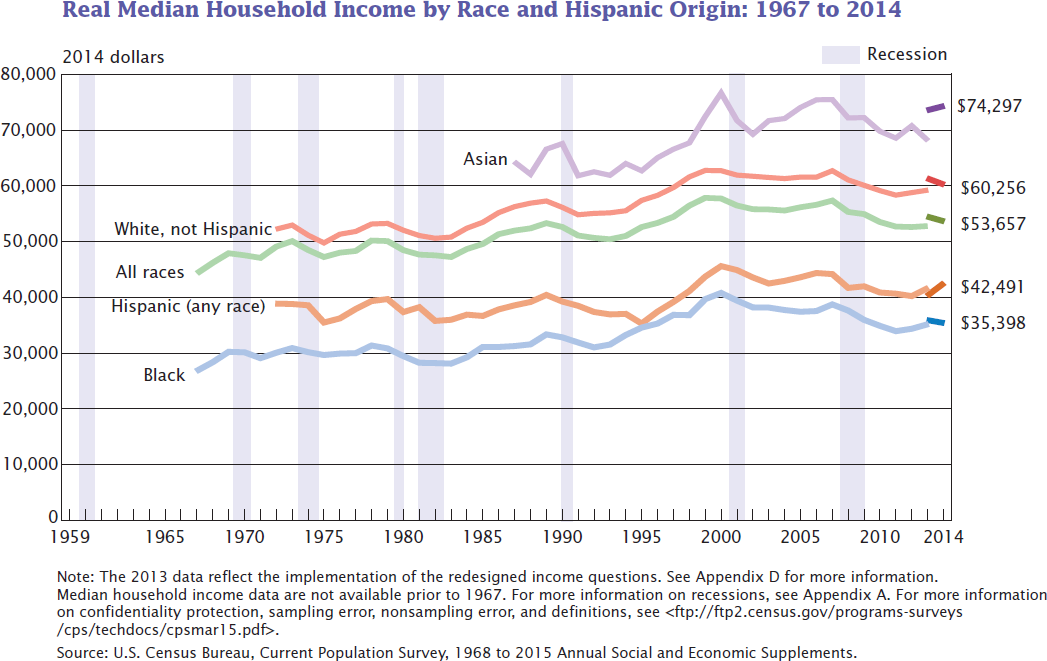
V USA zůstává medián příjmů domácností pro různé etnické skupiny relativně stejně nerovný

Nerovnost mezi regiony se ve státech OECD často zvyšuje. Mezi takové nerovnosti patří i růst měst na úkor venkova. Ve zprávě z roku 2016 OECD uvádí, že ačkoliv se rozdíly v úrovni vzdělání a přístupu ke službám mezi jednotlivými regiony za posledních 10 let snížily, došlo naopak ke zvýšení rozdílů v příjmech, znečištění vzduchu a bezpečnosti. K dalším ukazatelům nerovnosti patří růst rozdílu mezi příjmy nejbohatších a nejchudších vrstev, naděje dožití, četnost vražd a růst HDP.
V reakci na problematické využívání HDP jako dominantního ukazatele vyspělosti začala OSN od roku 1993 sestavovat index lidského rozvoje (anglicky Human Development Index - HDI). Nejvyšší HDI mají Norsko, Irsko a Švýcarsko, naopak nejnižší mají Niger, Středoafrická republika a Čad. Česko je dvacáté sedmé.